# Victoria Glendinning
Victoria Glendinning (* 23. April 1937 in Sheffield) ist eine britische Schriftstellerin und Biographin.
Glendinning stammt aus einer Quäker-Familie. Ihr Vater war der britische Bankier Frederic Seebohm. Glendinning wuchs bei York auf, ging auf die Millfield School in Somerset und studierte moderne Sprachen an der Universität Oxford mit Abschluss. Außerdem erwarb sie eine Ausbildung als Sozialarbeiterin mit psychiatrischer Komponente. Danach widmete sie sich der Kindererziehung, bevor sie Ende der 1960er Jahre zu schreiben anfing, zunächst für die Zeitschrift Nova und dann, nachdem 1969 ihre erste Biographie erschienen war, für kurze Zeit für das Times Literary Supplement. In den 1970er Jahren zog sie aufgrund des Stellungswechsels ihres Mannes nach Dublin, Ende der 1970er Jahre war sie wieder in England.
Sie ist Ehrenvizepräsidentin des britischen P.E.N.-Clubs, den sie ab 2000 leitete, und Vizepräsidentin der Royal Society of Literature. 1998 wurde sie Commander des Order of the British Empire.
Sie war dreimal verheiratet. In erster Ehe heiratete sie 1958 ihren Spanisch-Tutor in Oxford, Nigel Glendinning (später Professor), mit dem sie vier Söhne bekam und von dem sie sich 1981 scheiden ließ. Einer ihrer Söhne ist Matthew Glendenning, mit dem sie das Buch Sons and Mothers herausgab, ein anderer der Mathematiker Paul Glendinning und der Philosoph Simon Glendinning (Professor an der London School of Economics). In zweiter Ehe heiratete sie den Schriftsteller und Literaturkritiker Terence de Vere White (1912–1990), der bis 1977 den Literaturteil der Irish Times herausgab. 1996 heiratete sie den Geschäftsmann und Ingenieur Kevin O’Sullivan. 
Sie schrieb Biographien über Elizabeth Bowen, Edith Sitwell, Vita Sackville-West, Rebecca West (die sie persönlich kannte und die sich Glendinning als Biographin wünschte), Leonard Woolf, Anthony Trollope, Stamford Raffles und Jonathan Swift. Glendinning schrieb auch Romane und moderierte im Radio. Sie lebt auf dem Land in Somerset (Bruton) und ist passionierte Gärtnerin.

## Schriften
- A Suppressed Cry: Life and Death of a Quaker Daughter, Routledge & Kegan Paul 1969 (Biographie ihrer Großtante Winnie Seebohm, die 1885 eine der ersten Studentinnen im Newnham College in Cambridge war und mit nur 22 Jahren starb)
- Elizabeth Bowen: Portrait of a Writer, Weidenfeld & Nicolson 1977
- Edith Sitwell: A Unicorn Among Lions, Weidenfeld & Nicolson 1981 (erhielt den Duff Cooper Prize und den James Tait Black Memorial Prize)
  - Deutsche Übersetzung: Edith Sitwell, Frankfurter Verlagsanstalt 1995
- Vita: The Life of V. Sackville-West, Weidenfeld & Nicolson 1983 (erhielt den Whitbread Biography Award)
  - Deutsche Übersetzung: Vita Sackville-West, Fischer TB 1997, Frankfurter Verlagsanstalt 1990 und Büchergilde Gutenberg 1992
- Rebecca West: A Life, Weidenfeld & Nicolson 1987
  - Deutsche Übersetzung: Rebecca West, Zürich, Arche 1992, Goldmann 1995
- The Grown-Ups, Hutchinson 1989 (Roman)
- Trollope, Hutchinson 1992 (das Buch erhielt den Whitbread Biography Award)
- Electricity, Hutchinson 1995 (Roman)
- Herausgeber mit Matthew Glendinning: Sons and Mothers, Virago 1996
- Jonathan Swift, 1998, Hutchinson
- mit anderen The Weekenders, Ebury 2001
- Flight, Scribner 2002 (Roman)
- Leonard Woolf, Simon & Schuster 2006
- Raffles and the Golden Opportunity, Profile Books Ltd. 2012
- Herausgeber mit Judith Robertson: Love's Civil War: Elizabeth Bowen and Charles Ritchie, Letters and Diaries 1941-1973, Simon & Schuster 2009